# 天慈站

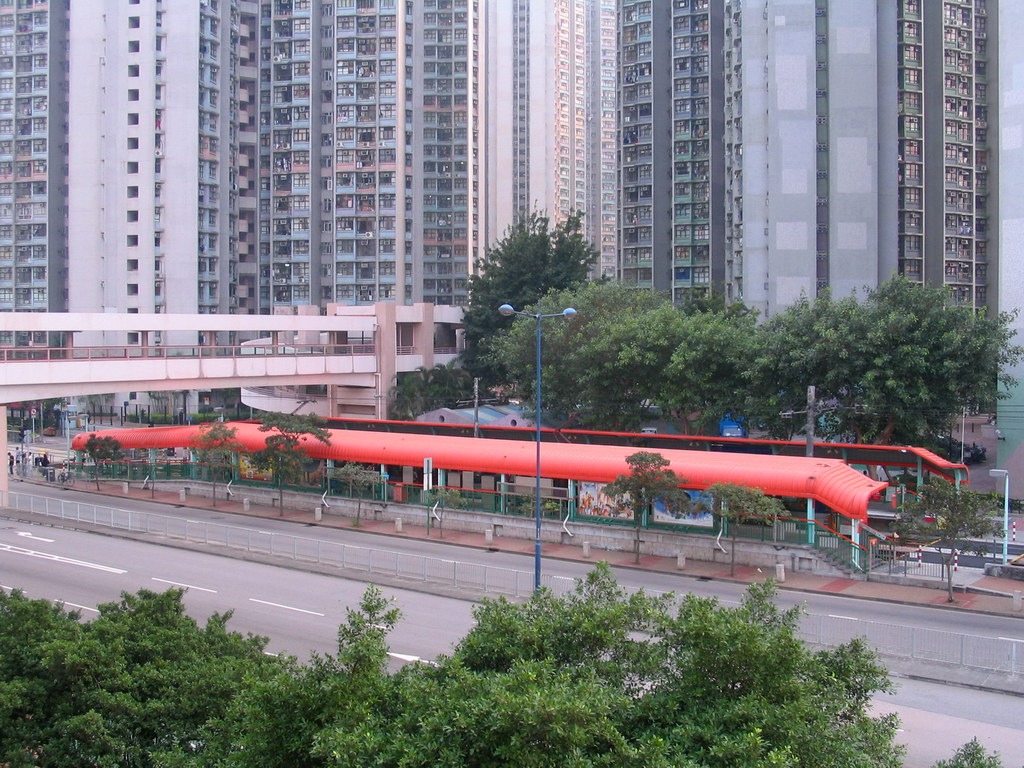
天慈站（2007年）

天慈站（英語：Tin Tsz Stop）是輕鐵的鐵路車站，車站編號是435，屬於單程車票第4收費區。此站為天慈及周邊地區居民提供服務。

## 位置
車站位於香港新界元朗天水圍的天城路近天慈邨，在天慈邨對面。

## 車站結構

### 車站樓層
| 地面              | 出口 | 天慈邨、巴士總站 |   |  |
| 地面              | 月台 | \| 側式 · 開左邊车门 \| \| \| \| \| \| \| \| 輕鐵705綫天水圍循環綫（天湖） 輕鐵751綫往天逸（天湖） 輕鐵751P綫往天逸（天湖） \| 1 \| \| \| \| 2 \| 輕鐵706綫天水圍循環綫（天水圍） 輕鐵751綫往友愛（天水圍） 輕鐵751P綫往天水圍（終點站） \| \| \| \| 側式 · 開左邊车门 \| \| \| \| \| |   |  |
| 地面              | 出口 | 天城路、天慈邨 |   |  |
| 側式 · 開左邊车门 |      | |   |  |
|                   |      | 輕鐵705綫天水圍循環綫（天湖） 輕鐵751綫往天逸（天湖） 輕鐵751P綫往天逸（天湖） | 1 |  |
|                   | 2    | 輕鐵706綫天水圍循環綫（天水圍） 輕鐵751綫往友愛（天水圍） 輕鐵751P綫往天水圍（終點站） |   |  |
| 側式 · 開左邊车门 |      | |   |  |

## 附近地點
- 天慈邨
- 天慈商場
- 天麗苑
- 天祐苑
- 天耀邨
- 天水圍官立中學
- 元朗信義中學
- 中華基督教會方潤華小學
- 香港潮陽小學
- 天水圍單車匯合中心
- 基督教香港信義會天水圍青少年綜合服務中心
- 天水圍九巴車廠停車場

## 外部連結
- 港鐵公司 - 輕鐵及巴士服務 - 輕鐵街道圖 （页面存档备份，存于）
- 港鐵公司 - 輕鐵及巴士服務 - 輕鐵行車時間表 （页面存档备份，存于）
- 港鐵公司 - 輕鐵及巴士服務 - 輕鐵轉乘優惠 （页面存档备份，存于）